# Johann Crüger
Pour les articles homonymes, voir Cruger (homonymie).
Œuvres principales
Praxis pietatis melica
Johann Crüger (né à Groß Breesen près de Guben , le 9 avril 1598 - mort à Berlin le 23 février 1662) est un compositeur, organiste, et théoricien de la musique saxon. Il est d'origine sorabe par ses parents.

## Biographie
Son père était aubergiste. Jusqu'en 1613, il fréquenta l'école de latin de Guben. Il se mit ensuite à voyager à Sorau et Breslau et finalement à Ratisbonne où il reçut sa première éducation musicale du Cantor (maître de chapelle) Paulus Homberger. Il se rendit ensuite à Berlin en 1615 pour étudier la théologie, études qu'il compléta à partir de 1620 à l'Université de Wittemberg où il développa ses talents musicaux de manière autodidacte. De 1622 jusqu'à sa mort en 1662 il a été simultanément professeur au lycée berlinois du monastère franciscain, où il avait effectué une partie de ses études et Kantor (maître de chapelle) de la Nikolaikirche (« église Saint Nicolas ») de la même ville.

## Œuvres

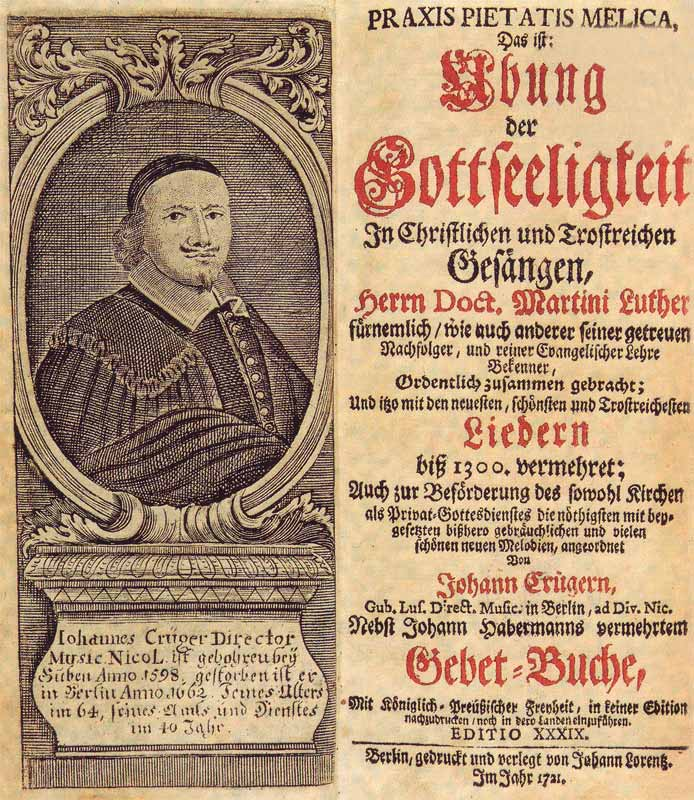
Couverture de la du Praxis pietatis melica de 1721

Crüger est l'auteur de nombreux chorals, de motets et parfois de simples mélodies, ainsi que de nombreux écrits destinés à la formation des musiciens. En 1643, il s'associa avec Paul Gerhardt, célèbre poète et auteur de textes religieux destinés à être chantés. Il publia en 1647 le plus important recueil allemand de chorals luthériens, du XVIIe siècle : Praxis pietatis melica (« Pratique de la piété par la poésie chorale »).
Parmi ses mélodies les plus célèbres, on trouve le cantique Jesu, meine Freude (Hymne) (en), utilisé par Jean-Sébastien Bach dans son motet Jesu, meine Freude (BWV 227) et dans quelque cantates, et Herzliebster Jesu (en) utilisé par ce même compositeur dans de nombreuses œuvres et notamment la Passion selon Saint-Matthieu.